# La LNH dehors à Lake Tahoe
La LNH dehors à Lake Tahoe est une série de deux matchs en plein air qui se déroule lors de la saison régulière 2020-2021 de la Ligue nationale de hockey (LNH). Il s'agit d'un évènement unique, sans spectateurs, qui a lieu les 20 et 21 février 2021, à Stateline, à la frontière de la Californie et du Nevada. Le premier match oppose l'Avalanche du Colorado aux Golden Knights de Vegas, le deuxième les Bruins de Boston aux Flyers de Philadelphie. La patinoire est aménagée sur l'allée du 18e trou, aux abords du Lac Tahoe, au club de golf Edgewood Tahoe Resort (en).

## Effectifs
| No | Joueur                | Position       |
| -- | --------------------- | -------------- |
| 2  | Zach Whitecloud       | Défenseur      |
| 7  | Alex Pietrangelo      | Défenseur      |
| 9  | Cody Glass            | Centre         |
| 10 | Nicolas Roy           | Centre         |
| 14 | Nicolas Hague         | Défenseur      |
| 19 | Reilly Smith          | Ailier droit   |
| 20 | Chandler Stephenson   | Centre         |
| 22 | Nick Holden           | Défenseur      |
| 23 | Alec Martinez         | Défenseur      |
| 27 | Shea Theodore         | Défenseur      |
| 28 | William Carrier       | Ailier gauche  |
| 29 | Marc-André Fleury     | Gardien de but |
| 35 | Oscar Dansk (en)      | Gardien de but |
| 55 | Keegan Kolesar        | Ailier droit   |
| 61 | Mark Stone            | Ailier droit   |
| 67 | Max Pacioretty        | Ailier gauche  |
| 71 | William Karlsson      | Centre         |
| 75 | Ryan Reaves           | Ailier droit   |
| 81 | Jonathan Marchessault | Centre         |
| 89 | Alex Tuch             | Ailier droit   |

| No | Joueur                   | Position       |
| -- | ------------------------ | -------------- |
| 4  | Bowen Byram              | Défenseur      |
| 7  | Devon Toews              | Défenseur      |
| 8  | Cale Makar               | Défenseur      |
| 11 | Matt Calvert             | Ailier gauche  |
| 13 | Valeri Nichushkin        | Ailier droit   |
| 17 | Tyson Jost               | Centre         |
| 20 | Brandon Saad             | Ailier gauche  |
| 22 | Conor Timmins            | Défenseur      |
| 27 | Ryan Graves              | Défenseur      |
| 29 | Nathan MacKinnon         | Centre         |
| 30 | Adam Werner (en)         | Gardien de but |
| 31 | Philipp Grubauer         | Gardien de but |
| 37 | J.T. Compher             | Ailier gauche  |
| 41 | Pierre-Édouard Bellemare | Ailier gauche  |
| 49 | Samuel Girard            | Défenseur      |
| 72 | Joonas Donskoi           | Ailier droit   |
| 91 | Nazem Kadri              | Centre         |
| 92 | Gabriel Landeskog        | Ailier gauche  |
| 95 | André Burakovsky         | Ailier gauche  |
| 96 | Mikko Rantanen           | Ailier droit   |

| No | Joueur               | Position       |
| -- | -------------------- | -------------- |
| 3  | Mark Friedman        | Défenseur      |
| 5  | Philippe Myers       | Défenseur      |
| 6  | Travis Sanheim       | Défenseur      |
| 8  | Robert Hagg          | Défenseur      |
| 9  | Ivan Provorov        | Défenseur      |
| 10 | Andy Andreoff        | Centre         |
| 11 | Travis Konecny       | Centre         |
| 12 | Michael Raffl        | Ailier gauche  |
| 13 | Kevin Hayes          | Ailier droit   |
| 14 | Sean Couturier       | Centre         |
| 19 | Nolan Patrick        | Centre         |
| 25 | James van Riemsdyk   | Ailier gauche  |
| 37 | Brian Elliott        | Gardien de but |
| 53 | Shayne Gostisbehere  | Défenseur      |
| 55 | Samuel Morin         | Ailier gauche  |
| 56 | Erik Gustafsson      | Défenseur      |
| 62 | Nicolas Aubé-Kubel   | Ailier droit   |
| 64 | Maksim Sushko (en)   | Ailier droit   |
| 79 | Carter Hart          | Gardien de but |
| 82 | Connor Bunnaman (en) | Centre         |
| 86 | Joel Farabee         | Ailier gauche  |

| No | Joueur           | Position       |
| -- | ---------------- | -------------- |
| 10 | Anders Bjork     | Ailier gauche  |
| 11 | Trent Frederic   | Centre         |
| 12 | Craig Smith      | Centre         |
| 13 | Charlie Coyle    | Centre         |
| 14 | Chris Wagner     | Ailier droit   |
| 21 | Nick Ritchie     | Ailier gauche  |
| 23 | Jack Studnicka   | Centre         |
| 25 | Brandon Carlo    | Défenseur      |
| 27 | John Moore       | Défenseur      |
| 37 | Patrice Bergeron | Centre         |
| 40 | Tuukka Rask      | Gardien de but |
| 41 | Jaroslav Halak   | Gardien de but |
| 52 | Sean Kuraly      | Centre         |
| 55 | Jérémy Lauzon    | Défenseur      |
| 58 | Urho Vaakanainen | Défenseur      |
| 63 | Brad Marchand    | Centre         |
| 73 | Charlie McAvoy   | Défenseur      |
| 74 | Jake DeBrusk     | Ailier gauche  |
| 75 | Connor Clifton   | Défenseur      |
| 88 | David Pastrnak   | Ailier droit   |

## Match
| 20 février | Golden Knights de Vegas | 2-3 (0-1, 1-1, 1-1) | Avalanche du Colorado | Edgewood Tahoe Resort |

| Feuille de match  | Feuille de match                                                                   | Feuille de match    | Feuille de match | Feuille de match                                                         |
| ----------------- | ---------------------------------------------------------------------------------- | ------------------- | --- | ------------------------------------------------------------------------ |
|                   | Martinez (Marchessault, Pietrangelo) — 27 min 37 s Tuch (Whitecloud) — 54 min 25 s | 0-1 1-1 1-2 1-3 2-3 | Girard (Mackinnon, Rantanen) — 2 min 58 s Mackinnon (Toews) — 31 min 18 s Toews (Mackinnon, Rantanen) — 53 min 11 s | Arbitrage : Wes McCauley, Kelly Sutherland Matt MacPherson, Jonny Murray |
| Marc-André Fleury | Gardiens                                                                           | Philipp Grubauer    | | Arbitrage : Wes McCauley, Kelly Sutherland Matt MacPherson, Jonny Murray |
| 12 min            | Pénalités                                                                          | 10 min              | | Arbitrage : Wes McCauley, Kelly Sutherland Matt MacPherson, Jonny Murray |
| 29                | Tirs                                                                               | 39                  | | Arbitrage : Wes McCauley, Kelly Sutherland Matt MacPherson, Jonny Murray |

| 21 février | Flyers de Philadelphie | 3-7 (2-2, 0-4, 1-1) | Bruins de Boston | Edgewood Tahoe Resort |

| Feuille de match             | Feuille de match | Feuille de match                        | Feuille de match | Feuille de match                                                         |
| ---------------------------- | --- | --------------------------------------- | --- | ------------------------------------------------------------------------ |
|                              | Farabee (Couturier, Van Riemsdyk) — 6 min 41 s Couturier (Hayes, Van Riemsdyk) — 14 min 48 s Van Riemsdyk (Hayes, Provorov) — 52 min 45 s (SN) | 0-1 1-1 2-1 2-2 2-3 2-4 2-5 2-6 3-6 3-7 | Pastrnak (Marchand, Bergeron) — 34 s McAvoy (Marchand, Clifton) — 15 min 27 s Pastrnak (Ritchie, Vaakanainen) — 20 min 46 s Coyle (Smith) — 36 min 14 s Frederic (Moore, Clifton) — 36 min 47 s Ritchie (Moore, Smith) — 37 min 53 s (SN) Pastrnak (Studnicka) — 57 min 4 s | Arbitrage : Wes McCauley, Kelly Sutherland Matt MacPherson, Jonny Murray |
| Carter Hart et Brian Elliott | Gardiens | Tuukka Rask                             | | Arbitrage : Wes McCauley, Kelly Sutherland Matt MacPherson, Jonny Murray |
| 6 min                        | Pénalités | 6 min                                   | | Arbitrage : Wes McCauley, Kelly Sutherland Matt MacPherson, Jonny Murray |
| 19                           | Tirs | 35                                      | | Arbitrage : Wes McCauley, Kelly Sutherland Matt MacPherson, Jonny Murray |